# Out of Sight (álbum)
Out of Sight é o décimo álbum de estúdio do músico americano James Brown. O álbum foi lançado em setembro de 1964 pela Smash Records.

## Faixas
| N.º | Título                                                             | Duração |  |
| 1.  | "Out of Sight"                                                     | 2:22    |  |
| 2.  | "Come Rain or Come Shine"                                          | 2:51    |  |
| 3.  | "Good Rockin' Tonight"                                             | 2:30    |  |
| 4.  | "Till Then"                                                        | 2:41    |  |
| 5.  | "Nature Boy"                                                       | 2:41    |  |
| 6.  | "I Wanna Be Around" (featuring New York Studio Orchestra & Chorus) | 2:23    |  |
| 7.  | "I Got You (I Feel Good)"                                          | 2:27    |  |
| 8.  | "Maybe the Last Time"                                              | 2:56    |  |
| 9.  | "Mona Lisa"                                                        | 1:57    |  |
| 10. | "I Loves You, Porgy"                                               | 2:33    |  |
| 11. | "Only You"                                                         | 2:50    |  |
| 12. | "Somethin' Else"                                                   | 6:33    |  |